# Xã Lund, Quận Ward, Bắc Dakota
Xã Lund (tiếng Anh: Lund Township) là một xã thuộc quận Ward, tiểu bang Bắc Dakota, Hoa Kỳ. Năm 2010, dân số của xã này là 50 người.